# Dialecto kist
El dialecto kist (en checheno: КистӀийн диалект) es un dialecto de la lengua chechena que hablan los kist, habitantes de la garganta de Pankisi (región de Kajetia), Georgia.

## Aspectos históricos, sociales y culturales

### Historia
La primera información sobre el dialecto kist fue escrita por el profesor A. N. Genko, así como por D. S. Imnaishvili, quien dedicó varios artículos al dialecto kist. La tesis doctoral de I. Yu. Aleroev, titulada “El dialecto kist de la lengua chechena”, también está dedicada al dialecto kist.
El dialecto ha sido suficientemente estudiado y los científicos lo clasifican sin ambigüedades como el dialecto kist de la lengua chechena. Hace 150 años, el famoso investigador de lenguas caucásicas P. Uslar escribió: "que la lengua pankisi kist no puede considerarse una lengua separada, sino que es un dialecto de la lengua chechena".

### Estatus legal
Desde 2016, en muchas escuelas de la garganta de Pankisi, los alumnos comenzaron a estudiar su lengua materna. Los residentes, especialmente el consejo de ancianos y jóvenes, comenzaron a exigir activamente a las autoridades georgianas que introdujeran la lengua en las escuelas desde 2015. Actualmente, aprender checheno es sólo una asignatura opcional. Los estudiantes de quinto y sexto grado pueden aprender a leer y escribir en checheno; pero la materia aún no está “disponible” para los grados superiores debido a la falta de libros.
En 2017, activistas kist abrieron una biblioteca que lleva el nombre del politólogo Abdurajman Avtorjanov, que incluía libros de escritores y poetas chechenos. Los activistas también presentaron cartillas en checheno para estudiantes de primaria.

El experto en el Cáucaso Merab Chujua apoyó la iniciativa de las autoridades georgianas de comenzar a enseñar el dialecto kist del idioma checheno a los escolares de la garganta de Pankisi:
    “Creo que enseñar (el idioma checheno) en la garganta de Pankisi es un paso adelante. Como científico y profesor, y como especialista en checheno y, en general, en las lenguas naj y caucásicas, puedo decir que con este paso Georgia está innovando en el Cáucaso... Debemos salvar el checheno en Georgia, que se nos presenta, en primer lugar, como el dialecto kist de las lenguas vainaj".

## Distribución geográfica
El dialecto kist lo hablan los habitantes de los pueblos de Duisi, Yokolo, Omolo, Birkiani, Dzibajevi, Jalatsani y otros pueblos situados a orillas del curso alto del río Alazani, en la garganta de Pankisi. Desde ahí, la frontera con Chechenia está a 70 km.

### Dialectos
El dialecto kist es extremadamente diverso desde el punto de vista lingüístico, principalmente una colección de dialectos rurales de Yokolo, Duisi y Omalo. El habla de los vecinos de cada pueblo tiene sus particularidades. Además, en los pueblos kist se pueden encontrar representantes de los dialectos Itum-Kalin y galanchoz, y del dialecto akkin.
Actualmente, los hablantes del dialecto kist están relacionado con el habla en los distritos montañosos de Itum-Kale y Galanchozh de Chechenia. La mayor parte de los kists son representantes del dialecto galanchozh, que se subdivide en los dialectos de Maistinsk, Meljinsk, Akkinsk y Ersthoevsk.

## Descripción lingüística

### Clasificación
El dialecto kist, como el checheno, pertenece al grupo las lenguas naj de la familia de las lenguas caucásicas septentrionales. Caucásico septentrional